# 第聶伯河-喀爾巴阡山脈攻勢
第聶伯河-喀爾巴阡山脈攻勢（羅馬化：Dneprovsko-Karpatskaya operatsiya），在蘇聯歷史上亦被稱為烏克蘭右岸解放行動（羅馬化：Osvobozhdeniye Pravoberezhnoy Ukrainy），戰鬥由1943年12月24日－1944年4月14日，由烏克蘭第1方面軍、烏克蘭第2方面軍、烏克蘭第3方面軍、白俄羅斯第1方面軍及烏克蘭第4方面軍所執行的戰略攻勢，對手是德國南方集團軍，蘇軍嘗試收復烏克蘭蘇維埃社會主義共和國以及摩達維亞蘇維埃社會主義共和國被軸心國所占領的部分。蘇軍在這次行動中推進到波蘭及羅馬尼亞，摧毀了18個德意志國防軍及羅馬尼亞師，並將其餘68個師的戰力削弱到只剩下剛建立時的一半不到。

## 背景
作為1943年秋天為攻佔左岸、烏克蘭東部和德國切斷在克里米亞的德國第17軍團之下第聶伯河攻勢的一部分，一些蘇軍的橋頭堡被建立以渡過第聶伯河，它們在隨後的整個11月和12月又被擴大了成為發動第聶伯河—喀爾巴阡山脈攻勢的平台發起進攻。這攻勢及其後續行動一直持續到12月，消除了幾個沿第聶伯河的德軍大型突出部，其中包括一個在烏克蘭第1與第2方面軍之間、位於基輔以南以科爾遜為中心的和另一個在南面克里維里赫（俄語譯名“克里沃羅格”）和尼科波爾之間的。阿道夫·希特勒的“不能撤退”政策迫使德軍堅守脆弱的防線，雖然德國南方集團軍司令埃里希·馮·曼施坦因反對。
德軍也處於不利地位，原因是希特勒的元首第51號指令，其中同時暗示他將允許他的將軍們在東線進行動態防禦，實際上則相反地把今後所有增援部隊派到西線，以迎擊預期中的英美聯軍入侵西北歐。希特勒對其部隊“寸土必爭”的堅持在烏克蘭地區特別強烈，他希望保持德軍接近克里沃羅格和尼科波爾的防線以進行在那裡的採礦工作及堅守克里米亞因為他擔心這裡可能會成為襲擊在普洛耶什蒂煉油廠的基地，而其損失將說服土耳其加入同盟國。

### 相關部隊

#### 軸心國
蘇軍的目標是摧毀由埃里希·馮·曼施坦因的南方集團軍堅守的“東牆”，其部隊（從北到南）為在日托米爾地區由埃哈德·勞斯指揮的德國第4裝甲軍團，在切爾卡瑟以南由汉斯-瓦伦丁·胡贝指揮的德國第1裝甲軍團及在在基洛沃格勒地區由奧托·沃勒指揮新成立的德國第8軍團，在克里沃伊羅格－尼科波爾突出部的由馬克西米利安·德·安格利斯的德國第6軍團（在史達林格勒崩潰後重新編成），以及在史達林格勒戰役後重建、在克里米亞以北塔夫里切斯基省由彼得·杜米特雷斯庫指揮的羅馬尼亞第3軍團。作為預備隊，在北面，曼施坦因擁有在烏克蘭西北的匈牙利第1軍團和在蘇聯摩爾多瓦共和國由伊因·米哈·拉科維察指揮的羅馬尼亞第4軍團，空中支援由德國空軍的第4航空隊提供。

#### 蘇軍
蘇聯最高統帥部在該攻勢中協調4個方面軍的行動，其中白俄羅斯方面軍在戈梅利-莫吉廖夫地區向北提供一個側翼的戰略掩護，但只有小部分部隊實際上參與行動。它包括第13軍團和第65軍團。瓦圖京的烏克蘭第1方面軍只有第60軍團、第1親衛軍團、第6衛隊坦克軍團及第40軍團，但擁有強大的裝甲預備隊包括第3親衛軍團和第1衛隊坦克軍團和第4衛隊坦克軍團，更有第18軍團和第38軍團和第2航空軍團。在南面的科涅夫之烏克蘭第2方面軍包括第27軍團、第7親衛軍團和第53軍團，而預備隊包括第5衛隊坦克軍團和第2衛隊坦克軍團和第4親衛軍團，由第5航空軍團提供支援。馬利諾夫斯基的烏克蘭第3方面軍擁有第57軍團、第46軍團、第8親衛軍團和第37軍團，預備隊為第6軍團，以及由第17航空軍團提供空中支援。 費奧多爾·托爾布欣的烏克蘭第4方面軍將有最困難的工作，連同獨立沿海軍團及黑海艦隊實行聯合作戰，而第5軍團和第2親衛軍團將切斷德國第17軍團的退路，而第8航空軍團和黑海艦隊海軍航空兵將提供空中支援。

## 戰況

### 第一階段
攻勢的最初階段，由1943年12月24日至1944年2月29日。它包括以下的行動：
- 日托米爾–別爾季切夫攻勢（1943年12月24日 - 1944年1月14日）[7]
- 基洛沃格勒攻勢（1944年1月5日 - 1944年1月16日）
- 科爾遜–契爾卡塞攻勢（1944年1月24日 - 1944年2月17日）[7]
- 羅夫諾–盧茨克攻勢（1944年1月27日 - 1944年2月11日）
- 尼科波爾–克里沃羅格攻勢（1944年1月30日 - 1944年2月29日）

#### 日托米爾-別爾季切夫攻勢
這次攻勢於1943年12月24日展開，由尼古拉·瓦圖京將軍的烏克蘭第1方面軍負責，在日托米爾-別爾季切夫攻勢中向基輔以西及西南的德國第4裝甲軍團發動進攻。12月27日，曼施坦因向希特勒要求把他的部隊撤退，但他被下令堅守。不過，科羅斯堅在12月29日淪陷和日托米爾於12月31日亦淪陷。

#### 基洛沃格勒攻勢
伊萬·科涅夫將軍的烏克蘭第2方面軍於1944年1月5日加入進攻，實施基洛沃格勒攻勢以進攻擊基洛沃格勒，並很快攻佔該城在這一點上，曼施坦因飛往希特勒設在東普魯士的總部，要求批准撤退，但再次被拒絕。。

#### 羅夫諾-盧茨克攻勢
瓦圖京的部隊繼續在右翼進攻，在羅夫諾-盧茨克攻勢中迫近重要的供應中心利沃夫和捷爾諾波爾，該攻勢在南方集團軍與在北面的中央集團軍之間打開了一個110公里的缺口。

#### 科爾遜-契爾卡塞攻勢

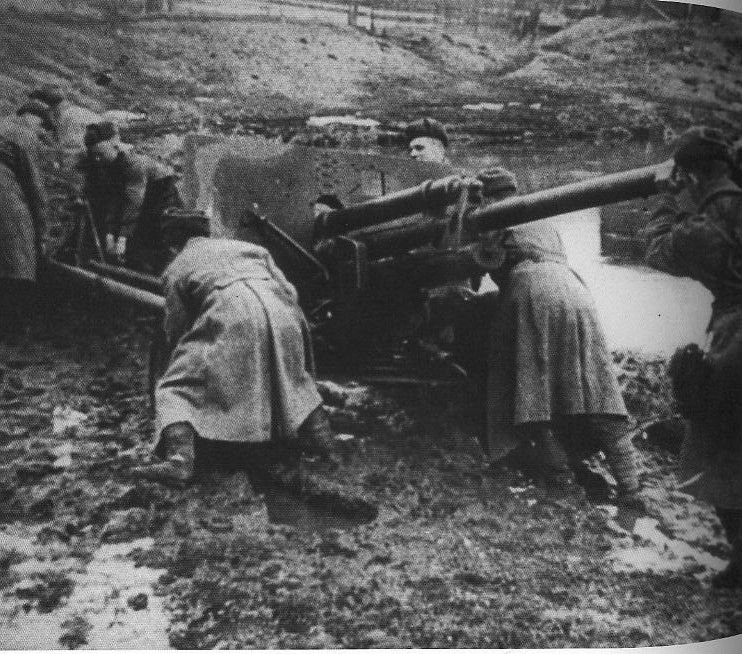
解凍創造了非常泥濘的環境，困擾雙方的軍隊

然而，主力部隊在南面，在那裡於1月24日實施科爾遜-契爾卡塞攻勢。經過大規模的炮轟，烏克蘭第2方面軍的第4親衛軍團和第53軍團攻擊了科爾遜突出部南面，並在第二天與第5親衛坦克軍團會師，他們突破及輕鬆擊退德軍的反擊。1月26日在北面的烏克蘭第1方面軍之第6親衛坦克軍團發起攻擊，在1月28日與由南方進攻的部隊會師，擁有約60,000名德軍的第11裝甲軍和第42裝甲軍在科爾遜附近被包圍，該在口袋被稱為“小型史達林格勒”因為在這裡猛烈的戰鬥，總共有27師的蘇軍被派往摧毀該口袋，但是蘇軍受到早期溶雪易的阻礙，使地面滿佈泥濘。2月4日曼施坦因委派漢斯-瓦倫丁·胡貝，指揮第1裝甲軍團，包括第47裝甲軍和第3裝甲軍，以幫助突圍。第47裝甲軍襲擊了包圍圈的東南部，而第3裝甲軍向西進攻，但他們都陷於泥濘之中。朱可夫在2月8日向被困在口袋裡的德軍發出投降要求，但遭到拒絕。第3裝甲軍最終經過艱苦的戰鬥減員後，能夠到達雷相卡，接近被圍部隊，然而在一場暴風雪中，在口袋裡的德軍試圖突圍，但大多數均失敗。由於補給品短缺、空襲的折磨和地面部隊的進攻，被圍部隊司令威廉·施特默爾曼決定在2月16日晚上至2月17日嘗試最後的突圍。這次突圍敗得很慘，大多數的士兵包括施特默爾曼被殺，只有很少的士兵安全地撤走。蘇軍俘虜了估計在口袋中73,000人中的18,000人，其餘的部隊大部分均陣亡。

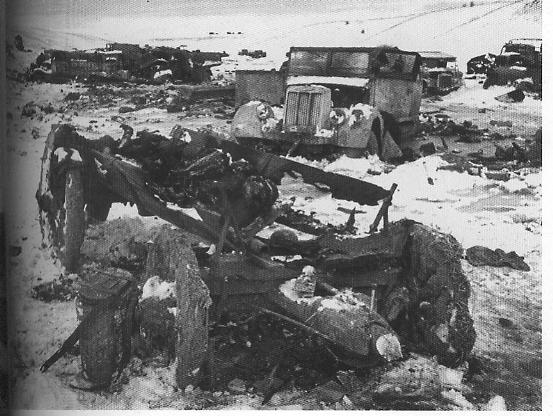
一些被破壞了的德軍裝備，被試圖從科爾遜突圍時撤出

#### 尼科波爾-克里沃羅格攻勢
而同時烏克蘭第3方面軍在南面實施尼科波爾-克里沃羅格攻勢攻擊由保羅·路德維希·埃瓦爾德·馮·克萊斯特的德國A集團軍，但初期進展緩慢。不過最終摧毀了在尼科波爾和克里沃羅格的包圍圈，阻止了德國重要的採礦作業，以及包圍該區的守軍。
當進攻在2月下旬似乎放慢下來時，蘇軍正在準備第二階段的攻勢，很快將以更大的規模展開。

### 第二階段
蘇聯計劃的第二階段攻勢包括以下的這些行動：
- 普羅斯庫羅夫–切爾諾夫攻勢（1944年3月4日 - 1944年4月17日）[7]
- 烏曼-博托沙尼攻勢（1944年3月5日 - 1944年4月17日）
- 別列茲涅戈瓦托耶-斯尼吉廖夫卡攻勢（1944年3月6日 - 1944年3月18日）
- 普魯特河攻勢（1944年3月15日 - 1944年4月5日）
- 敖德薩攻勢（1944年3月26日 - 1944年4月14日）

#### 普羅斯庫羅夫-切爾諾夫攻勢
當蘇軍的攻勢在2月底放緩後，東部戰線總部國防軍陸軍總司令部認為，不大可能在該地區出現任何進一步的進攻。然而蘇軍秘密準備更大規模的進攻，苏军最高统帅部将使所有6個坦克集团军全部投入到乌克兰战场。蘇軍的欺騙措施是成功的，大多數德國人感到驚訝，在3月4日在瓦圖京逝世後指揮烏克蘭第1方面軍的格奧爾吉·朱可夫元帥，以激烈的炮轟与3个坦克集团军的突击兵力實施普罗斯库罗夫-切尔诺维策攻势。乌克兰由于季节导致行军道路非常泥泞，防守的德軍很難實施機動，但蘇軍有足夠的履帶供應給坦克和卡車，給他們另一個優勢。

#### 烏曼-博托沙尼攻勢
3月5日科湼夫指挥乌克兰第2方面军實施烏曼-博托沙尼攻勢（「泥泞」攻势），在当天7点50分，坦克和步兵的进攻又带来了另一场庞大的炮击。科涅夫为了减小损失并保证部队的突击速度，命令第2坦克集团军和近卫坦克第5集团军的先头部队与各步兵师率先发起进攻，两个坦克集团军在头一天投入了全部力量，甚至还增加了坦克第6集团军。在格尼洛伊季基奇河，罗特米斯特罗夫的第5近卫坦克集团军粉碎了德军防御后，成功与苏军第52集团军部分兵力协助第2坦克集团军于3月10日夺取了烏曼全城，随着乌曼的失陷，德国人将科涅夫挡在南布格河的希望落了空。苏联各坦克集团军的先头部队在行进间强渡南布格河，科涅夫命令所有部队跟上。炮兵尾随在坦克部队身后，坦克机动群、炮兵、步兵和工兵全速赶往南布格河，坦克第16军的一个先头旅于3月12日晚夺取了朱林卡渡口，几个小时后，坦克第29军便将海沃龍拿下。没过48小时，苏军各部队便利用船只、木筏等一切手段，在一条50英里的战线上强渡南布格河。
3月15日中午，苏联第16坦克军的先头部队在坦克第156团的支援下冲入瓦普尼亚尔卡，这是日梅林卡-敖德萨铁路线上一个重要的枢纽站，距离德涅斯特河不到30英里。杜博沃伊少将的坦克第16军赶往揚皮爾，逼近了德涅斯特河，而位于左翼的第5近卫坦克集团军从布格河全速冲向德涅斯特河。3月17日13点，基里琴科中将指挥的苏联第29坦克军在索羅卡稍东面抵达德涅斯特河，立即安排一个步兵团渡河。科涅夫麾下的集团军，一个接一个逼近德涅斯特河——第2坦克集团军与第5近卫坦克集团军，近卫第4集团军与第52集团军在杨波尔-索罗基和更北面的莫吉廖夫-波多利斯基争夺着登陆场。3月19日早上，第5机械化军的一个坦克团杀至铁路枢纽城市莫希利夫-波迪利斯基镇郊；并于当天晚上就完全夺取了莫希利夫-波迪利斯基。第5机械化军的主力继续向前推进，3月20日夜间，强渡德涅斯特河的行动开始了，3月21日中午后不久，整个军已到达河西岸，从莫希利夫-波迪利斯基到索羅卡的德军防线被撕开，德國第1裝甲軍團的右翼被迫退向西北方。德国步兵上将奥托·沃勒德國第8集团军的左翼向南后撤。。

#### 別列茲涅戈瓦托耶-斯尼吉廖夫卡攻勢
馬利諾夫斯基在第2天展開別列茲涅戈瓦托耶-斯尼吉廖夫卡攻勢，而托爾布欣被調走，開始籌備克里米亞攻勢。這些方面軍的進展迅速，而科涅夫向前推進以切斷第1裝甲軍團的後路。第1裝甲軍團現在由漢斯-瓦倫丁·胡貝指揮，在3月28日被包圍。在包圍期間，埃里希·馮·曼施坦因飛往希特勒的總部，並要求他取消他的要求所有被包圍的單位形成“堡壘”之命令。他是成功的並得到德国党卫军第2装甲军的增援，這是根據希特勒的元首第51號指令第一支由西線轉移至東線的部隊。3月30日胡貝的部隊突破包圍，而且由於蘇聯的軍事情報不知道党卫军第2裝甲軍的到來及胡貝向西而不是蘇軍指揮官預期的向南突圍，他是成功的。4月10日胡貝的部隊與德国第4裝甲集团军會合。雖然這個小的成功，希特勒因為蘇軍的總體戰略成功而指責他的將軍們，埃里希·冯·曼施坦因与埃瓦尔德·冯·克莱斯特被希特勒分别解除了德国南方集团军群和德国A集团军群司令的职务并被退休，取而代之的是瓦爾特·莫德爾和費迪南德·舍納爾，並重新命名該2個集團軍群為德國北烏克蘭集團軍和南乌克兰集团军群，指示他的計劃以奪回該些領土。

#### 普魯特河攻勢
同時在南面，烏克蘭第3方面軍正向奧德薩進攻和進入羅馬尼亞管轄的德涅斯特。經過3天激烈的戰鬥，其矛頭第8親衛軍團只前進了5英里（8.0），但它突破了卡爾·阿道夫·霍利特的第6軍團之防線，並向新有格河迅速前進25英里（40），幾乎包圍了守軍。儘管希特勒不許撤退的命令，德軍仍在3月11日撤至布格河。同一天霍利特設法的突破包圍，主要是因為馬利諾夫斯基已在尼古拉耶夫分開他的部隊並在3月21日能夠建立新的防線。不過他已失去了希特勒的信任，同時被解職，由馬西米蘭·迪·安吉利斯取代。3月28日由於整條戰線遭遇困難，德軍開始從布格河撤退。

#### 敖德薩攻勢
3月25日烏克蘭第3方面軍被派往攻佔敖德薩。4月2日瓦西里·崔可夫的第8親衛軍團和第46軍團在暴風雪中進攻及在4月6日，已把戟軍趕過德涅斯特河和孤立敖德薩。敖德薩在4月10日陷落，及蘇軍開始正式的進入羅馬尼亞。

## 總結
該行動，聯同克里米亞攻勢對駐紮在烏克蘭的羅馬尼亞軍隊造成了慘重的傷亡。重大人員傷亡和蘇軍迫近羅馬尼亞邊境成為了鼓動羅馬尼亞領導人尋求和平的主要動機，他們在該攻勢完成後開始在莫斯科舉行秘密的和平談判。

### 收復領土
在這個行動的過程中，蘇聯紅軍收復了文尼察、沃倫、日托米爾、基輔、基洛沃格勒、羅夫諾、赫梅利尼茨基和波爾塔瓦州部分地區和摩爾達維亞蘇維埃社會主義共和國，面積約204,000平方公里。

### 現代看法
目前西方历史上开始承认本次行动确实是很伟大的胜利。但是起码在冷战时期，西方历史却几乎完全忽略了本次行动的重要性与胜利之伟大。这里的部分原因是因为一些参与本次行动的指挥官在战争结束后被解职甚至下场很惨，而且斯大林也在很大规模上消除了本次行动的各种资料。而在西方，直到冷战结束，许多历史学家只把注意力仅仅集中在德军曾成功地解救了第1装甲军团的小小胜利上，完全忽略了在本次战役中苏联方面的行动包括解放了乌克兰的胜利。

## 備注
1. ↑  被烏克蘭民族主義者組織烏克蘭反抗軍刺殺

## 來源
- Bellamy, Chris. . . Alfred A. Knopf. 2007  [2010-03-17]. ISBN 9780375410864. （原始内容存档于2021-03-08）.
- Clark, Alan. . . HarperCollins. 1965  [2010-03-17]. ISBN 9780688042684. （原始内容存档于2014-01-12）.
- Erickson, John R. . . Boulder, Colorado: Westview Press. 1983. ISBN 0300078137.
- Glantz, David; House, Jonathan. . . Lawrence, Kansas: University Press of Kansas. 1998. ISBN 0700608990.
- Keegan, John. . . Harmondsworth, Middlesex: Penguin Books, Ltd. 1989. ISBN 014011341X.
- Liddell Hart, Basil. . . New York: G. P. Putnam's Sons. 1970  [2010-03-17]. ISBN 0306809125. （原始内容存档于2014-07-04）.
- Pimlott, John;  et al. . . London: The Reader's Digest Association Limited. 1989. ISBN 0895773333.[]
- Werth, Alexander. . . New York: E. P. Dutton & Co., Inc. 1964.
- Willmott, H.P. . . New York: The Free Press. 1989. ISBN 0029347157.
- Ziemke, Earl F. . . Washington, DC: The U.S. Army Center of Military History. 1968. ISBN 1410204146.